# Castellar de la Frontera
Castellar de la Frontera település Spanyolországban, Cádiz tartományban. Castellar de la Frontera San Roque, Los Barrios, Alcalá de los Gazules és Jimena de la Frontera községekkel határos. Lakosainak száma 2976 fő (2024).

## Népesség
A település népessége az utóbbi években az alábbiak szerint változott:
| Lakosok száma | 2575 | 2813 | 2943 | 3161 | 3187 | 3084 | 3050 | 3049 | 3070 | 2976 |
|               | 2001 | 2004 | 2006 | 2009 | 2011 | 2014 | 2016 | 2019 | 2021 | 2024 |